# MAN SE
MAN SE (kraće MAN) njemačka je tvrtka za proizvodnju i inženjering sa sjedištem u Münchenu u Njemačkoj. Njegova primarna proizvodnja su komercijalna vozila i dizelski motori kroz tvrtke MAN Truck & Bus i MAN Latin America.
MAN je u većinskom vlasništvu tvrtke Traton SE, podružnice za teška gospodarska vozila proizvođača automobila Volkswagen Grupe. U kolovozu 2021., Traton je formalno spojio MAN SE u Traton SE, što znači da je tvrtka MAN SE trenutno u izravnom vlasništvu Tratona, te samim time više ne postoji kao samostalna tvrtka.

## Volkswagenova akvizicija
U srpnju 2011. godine Volkswagen Grupa je stekla 55,9% glasačkih udjela i 53,7% dioničkog kapitala u MAN-u. U iščekivanju regulatornog odobrenja, Volkswagen je planirao spojiti MAN SE i Scania AB kako bi stvorio najvećeg europskog proizvođača kamiona. Grupa je spajanjem planirala uštedjeti oko 400 milijuna eura godišnje, uglavnom objedinjavanjem procesa nabave. Regulatorno odobrenje je izdano, a preuzimanje je završeno u studenom 2011. godine. U travnju 2012. MAN SE je objavio da je Volkswagen Grupa povećala svoj udio na 73,0% glasačkih udjela i 71,08% dioničkog kapitala. Dana 6. lipnja 2012. godine Volkswagen Grupa je objavila da je povećala svoj udio glasačkih prava u MAN SE na 75,03%, stvarajući put za sklapanje sporazuma o dominaciji. Od siječnja 2019., MAN-ov odjel Power Engineering, sastavljen od MAN Energy Solutions (bivši MAN Diesel i Turbo) i MAN SE-ov udio od 76% u RENK AG prodani su Volkswagen Grupi, ostavljajući MAN SE kao holding kompaniju za jedinice komercijalnih vozila, a MAN Truck & Bus, i MAN Latin America, pod odgovornošću Volkswagenove podružnice, Traton SE. U ožujku 2019. godine MAN SE je objavio da 94,36% njegovih dionica drži Traton SE. U veljači 2020. godine Traton je objavio da namjerava spojiti MAN SE s Tratonom kako bi pojednostavio ukupnu strukturu. Kao rezultat spajanja, MAN Truck & Bus, Scania AB i Volkswagen Caminhões e Ônibus postat će u potpunom vlasništvu, izravne podružnice Tratona. U rujnu 2020. godine tvrtka je objavila da će otpustiti više od 9500 radnika u svom odjelu MAN Truck & Bus, kao rezultat ekonomskih učinaka pandemije COVID-19. Tvrtka je napravila iskorak kako bi do 2023. godine ostvarila uštedu od 1,8 milijardi eura.

## Galerija
- MAN TGX kamion
- MAN Lion's City 12 gradski autobus
- MAN Lion's City 18 zglobni gradski autobus
- MAN Lion's Coach međugradski autobus
- Neoplan Skyliner luksuzni međugradski autobus

## Vanjske poveznice
- Službene stranice
- O tvrtci MAN SE
- Financijsko izvješće
- MAN SE na engleskoj Wikipediji